# ハ・スンリ
ハ・スンリ（朝: 하승리、1995年1月9日 - ）は、韓国の女優。

## 活動
1999年、5歳時、SBSドラマ『青春の罠』のカン・ヘリム役でデビューし、当時最高視聴率53.1％を記録した。後に、『学校2017』のファン・ヨンジョン役、2018年の『サニーアゲインTomorrow』で大人の役へと移行。2019年、tvNシリーズ『サーチ』に出演。
2022年、『今、私たちの学校は…』に天才的な射手チャン・ハリ役で出演。彼女はこの役で「アーチェリー先輩（양궁선배、読み：ヤングンソンベ）」というニックネームを得た。また、『風の王国カイト』の「アーチャー」アップデートのプロモーションビデオの広告にも出演した。5月、ペク・イェスルとともに文化体育振興院の広報大使に任命された。